# 強迫勞動
強迫勞動是指人們在違背自己的意願下，被以懲罰或威脅的方式做任何工作服務，強迫勞動包括所有的奴隸制做法、童工、人口販運、抵押勞工、債奴、徵兵制、監獄勞動等，包括合法、非法或是法律所訂之義務。其中國際勞工組織於第105號公約《廢除強迫勞動公約》中充分說明與呈現強迫勞動一詞。

## 國際勞工組織與強迫勞動
1951年，聯合國和國際勞工組織聯合設立了一個關於強迫勞動問題的委員會，對強迫勞動問題進行調查。1953年，該委員會最後發表的報告指出，世界上有兩種強迫勞動制度：一是用來做為鎮壓或懲罰持有或表示某些政見的手段，二則是為了重大的經濟目的。他們都威脅到了基本人權，違反了聯合國憲章的義務和規定。因而主張廢除這類強迫勞動制度。1954年，經濟及社會理事會和聯合國大會均譴責這些強迫勞動制度，並呼籲各國政府重新審查他們的法律和行政措施。1956年，經新理事會再次譴責違反聯合國憲章和世界人權宣言各項原則的一切形成的強迫勞動，特別譴責做為鎮壓或懲罰持有或表示不同政見的手段的那種強迫勞動，並敦促為消滅一切強迫勞動而採取行動。1957年6月25日，國際勞工組織大會第四十屆會議通過了《關於廢止強迫勞動公約》〈第105號公約〉，引用時得稱之為“一九五七年廢除強迫勞動公約”。
第1條
凡批准本公約的國際勞工組織會員國，承諾禁止強迫或強制勞動，並不以下列任何形式使用強迫或強制勞動：
(a)作為一種政治強制或政治教育的手段，或者作為對持有或發表某些政治觀點或表現出與既定的政治、社會或經濟制度對立的思想意識的人的一種懲罰；
(b)作為動員和利用勞動力以發展經濟的一種方法；
(c)作為一種勞動紀律的措施；
(d)作為對參加罷工的一種懲罰；
(e)作為實行種族、社會、民族或宗教歧視的一種手段。
第2條
凡批准本公約的國際勞工組織會員國，承諾採取有效措施保證立即完全廢除本公約第 1 條所列舉的強迫或強制勞動。
第3條
本公約的正式批准書應送請國際勞工局長登記。
第4條
1. 本公約應僅對其批准書已經局長登記的國際勞工組織會員國有約束力。
2. 本公約應自兩個會員國的批准書已經局長登記之日起十二個月後生效。
3. 此後，對於任何會員國，本公約應自其批准書已經登記之日起十二個月生效。

第5條
1. 凡批准本公約的會員國，自本公約初次生效之日起滿十年後得向國際勞工局長通知解約，並請其登記。此項解約通知書自登記之日起滿一年後始得生效。
2. 凡批准本公約的會員國，在前款所述十年期滿後的一年內未行使本條所規定的解約權利者，即須再遵守十年，此後每當十年期滿，得依本條的規定通知解約。

第6條
1. 國際勞工局長應將國際勞工組織各會員國所送達的一切批准書和解約通知書的登記情況，通知本組織的全體會員國。
2. 局長在將所送達的第二份批准書的登記通知本組織全體會員國時，應提請本組織各會員國注意本公約開始生效的日期。

第7條
國際勞工局長應將他按照以上各條規定所登記的一切批准書和解約通知書的詳細情況，按照聯合國憲章第102條的規定，送請聯合國秘書長進行登記。
第8條
國際勞工局理事會在必要時，應將本公約的實施情況向大會提出報告，並審查應否將本公約的全部或部分修訂問題列入大會議程。
第9條
1. 如大會通過新公約對本公約作全部或部分修訂時，除新公約另有規定外，應：(a)如新修訂公約生效和當其生效之時，會員國對於新修訂公約的批准，不需按照上述第 5 條的規定，依法應為對本公約的立即解約；(b)自新修訂公約生效之日起，本公約應即停止接受會員國的批准。
2. 對於已批准本公約而未批准修訂公約的會員國，本公約以其現有的形式和內容，在任何情況下仍應有效。

第10條
本公約的英文本和法文本同等為準。

## 強迫勞動常見的形式

### 債務導致的強迫勞動
盛行於南亞地區，一般被稱為「債役勞動」，勞工從雇主或勞務仲介處借款或預支工資，而勞工或其家人以勞動償還借款，但借款或工作的條件可能是讓勞工多年都無法償還借貸的圈套。如克扣薪資、扣押身份文件、債務綑綁都是強迫的例子。

### 監獄強迫勞動
國際法一般不將監獄勞動視為強迫勞動，但若服刑人員的勞動是非自願性、未經法庭判令且非由公權力機構監督的，則被視為強迫勞動。

### 由人口販運所導致的強迫勞動
人口販運已成為一項全球生意，常牽涉組織犯罪及欺騙性招募，敲詐勒索移民工人的勞動所得。

### 與勞動契約體系相連的強迫勞動
此情況十分普遍，如移民工人發現高額費用的收取，使他們被綑綁於勞動契約中，一旦到達目的國後，幾乎無法再更換雇主。

### 強迫詐騙
在一些詐騙園區，如KK園區中，會以欺騙、誘拐及人口販運的形式，把受害人拐進詐騙園區中，強迫受害人進行電訊詐騙及網絡詐騙。

### 強迫行乞
一些人—特別是兒童—會被犯罪組織拐賣後，強迫在街上或其他地方進行乞討。

## 存在強迫勞動比例較高的經濟行業
1. 農業及漁業
2. 建築、礦業、伐木
3. 食品加工及包裝
4. 色情行業及賣淫
5. 家政和其他護理清潔工作
6. 餐飲業
7. 製衣紡織工廠
8. 電訊詐騙及網絡詐騙
9. 博彩業
10. 犯罪工作

國際勞工組織估計，在全球範圍內，只有20%的勞動屬於軍隊或國家的強迫，意即大部分的強迫勞動存在於私人企業，且其中11%是強迫商業色情剝削，64%是經濟剝削，剩餘的5%強迫勞動無法清楚鑑定。

## 各地強迫勞動状况

### 柬埔寨
柬埔寨的電訊詐騙、網絡詐騙及博彩業。

### 緬甸
緬甸的電訊詐騙、網絡詐騙。

### 巴西
巴西的汽車製造業。

#### 事件
根據統計顯示，現今約有2.5萬的巴西工人在類似奴隸制的環境下工作，大部分因債務束縛而被困在亞馬遜地區的營地中。一般來說工人是自願接受雇用的，但 “家托斯”(職業介紹所)實際上是透過承諾高薪、良好的工作條件和福利來勸誘工人加入營地，工人一旦被雇用就會發現因為欠債和遭受人身暴力的威脅，無法自由離開。工人一抵達目的地，工作登記卡就被沒收，使他們無法行使被保護的權利和福利，此外，工人的工作時間很長，卻往往長期得不到工資，工人因害怕沒有工資收入而不願索取未支付的工資。

#### 反應
巴西方面
巴西政府與商界合作，成立「特別巡回監察組」來調查和突襲那些被指控使用強迫勞動的營地；巴西商界也和民間社會團體合作，頒布了「消除奴隸勞動全國聯盟」，至今已超過180公司和社團簽署，包括大型連鎖超市、工業及金融團體，後續機制則由「社會觀察所」來監督聯盟單位對該條約的執行，並將良好作法歸檔。
美國方面
美國汽車製造公司就如何避免購買使用強迫勞動的原材料，向其供應商提供集體培訓，各汽車公司相繼採取以下措施：
1. 立即停止從巴西進口使用奴隸勞動製造的生鐵。
2. 要求供應商證明其生鐵製造沒有使用奴隸勞動，並停止與無法證明之供應商的生意往來。 [5]

### 台灣

#### 現況
《勞動基準法》第5條禁止強迫勞動，第75條規定雇主違反第5條時的罰則。
台灣強大的經濟力量締造了傲人的經濟奇蹟，使台灣從傳統農業社會演變成一個大量自動化機器取代傳統人力的資本密集社會，為了因應勞動力不足的問題，台灣自1993年開始引進外籍勞工，但這群千里迢迢到台灣工作的勞工卻沒有獲得等同公民應有的對待，反而遭受勞力剝削。
案例：中國時報民國94年4月10日A7版報導：有一位越南籍的非法外勞從改建中的工地15樓墜下，身受重傷。其雇主水電包商及其他越南籍的非法外勞雖有將他送到醫院附近，卻又因擔心被警察查獲，而匆匆地離去，將之棄置別家工地，以致延誤就醫而死。警方依遺棄致死、違反就業服務法移送四人法辦。再依據警方的調查，三十一歲的越南籍外勞多年前經仲介介紹來台打工，後來工廠倒閉，沒領到工錢又被送回越南，後來再以觀光名義來台，由越南朋友介紹在中、南部工廠、工地非法打工。94年二月，又由越南友人介紹，到台中市改建工地，受僱於水電包商，薪水是每天800 元，但他的同鄉好友說，其實他這兩個月在工地工作根本未領到錢，之前在高雄工廠工作幾個月也沒領到錢，在越南還有妻子要養，處境十分可憐。
台灣的外籍勞工人權保障嚴重不足，主要有三個層面：
- 1.強迫加班、違反約定

台灣引進外籍勞工已久，但外勞被迫加班的情形並未改善，雇主並沒有依法給付加班費，加上變形工時的配套，勞基法規定勞工有拒絕加班的權利，但對於外籍勞工而言形同無效。加上現行勞動基準法並沒有包含外籍家務勞動者，許多家庭幫傭、監護工幾乎全年無休，家庭類外勞之勞動契約規定七天休一根本形同廢文，完全不符合國勞公約及世界人權宣言的規定。
- 2.被迫從事許可以外之工作

根據勞委會外勞調查案件統計中可發現，外勞從事許可外工作的情況比例極高，其中最離譜的個案是外勞從未擔任監護工的工作（工作許可之內容），反而一到台灣就被指派到餐聽、麵攤或雇主經營的工廠工作，這樣不但違反就業服務法，更涉及民、刑法等規定。
- 3.資方管理權違反基本人權

許多勞資爭議案件中可以發現工廠外勞往往遭受較本勞更嚴格的不當管理，不但違反勞工法令更已到違反基本人權保障，如禁足（類似拘禁）等限制人身自由的惡劣行徑。雇主亦了解如何技巧性的應付勞動檢查，在要求外勞配合加班時，即使加班時數超過法定上限，仍會依實際時數計算，但在計算方式上卻以低薪計算（給付不完全或延遲不給付），對不配合加班者就以扣點數或直接以暴力、禁足等手段對待外勞，如果外勞反抗就威脅遣返，或要求外勞賠償。即使外勞進行司法訴訟，有些法官仍將此類爭議解釋為屬資方管理權範圍，而致外勞權益受損。
- 4.人力仲介公司對勞動市場內的工作機會壟斷     和不當的薪資抽傭。

認為:可有人力銀行公司和人事公司但不宜有人力仲介公司，可用個人介紹所的替代方式，以只收取一次性轉介紹費以報酬總所得計算(以每小時勞動時薪的10%計算，最高每一個人一次不得超過500元)來提供服務，用以避免仲介勞動公司化經營，造成對大量勞動者的長期勞動剝削，以維持勞動市場運作正常達到良好健康的勞動環境。

#### 逃逸外勞
自由時報民國103年6月5日報導：印尼籍逃逸外勞卡斯地等7人，託同鄉另名合法外勞租屋藏匿在桃園縣中壢市成章二街一處公寓5樓，中壢警分局昨天前往查緝，外勞們紛紛躲在床底、衣櫥或四處逃竄，其中一人從5樓跳下，幸運落在2樓頂浪板上，只扭傷腳踝，員警直呼他「命大」。警方說，卡斯地等人來台2至3年不等，逃離原雇主處後，開始私接各工地的臨時工，想要多賺點錢。7人中有兩對情侶，還打算成家並長居台灣，結伴每人出3500元託同鄉的合法外勞租下當地兩間3房2廳的公寓同住。警方訊後將7人移送移民署桃園專勤隊收容。由上述案例可以得知台灣逃逸外勞主要有以下幾點問題：
- 外籍家事勞工來台前常需使用高額貸款以換取來台工作機會，而來台後又必須按月繳納貸款及仲介費，高額的仲介費所透顯的應是輸出國與接受國之仲介利用跨國就業市場間勞動力供過於求，以及就業機會的不透明甚至壟斷所哄抬的行情價
- 就服法第46條1-8項規定來台之東南亞藍領外勞，不能因工作而取得我國國籍或永久居留之身份。但由於移民政策屬於各國主權之管轄，因此彰顯國家管轄權的方式就是邊境管制與入出國境的許可管理。
- 外籍勞工一旦計劃逃逸，通常都已經找到下一個僱主，或者已經與熟人取得聯繫，而非漫無目的地流浪街頭。而逃跑之外勞之所以甘冒風險，主要是由於國內存在廣大的低薪勞動力之需求[9]

#### 雇主轉換爭議
立委質詢表示外勞逃逸問題應從根本解決，要求開放外勞自由轉換雇主，對此，勞委會主委王如玄答覆，她支持外勞自由轉換雇主，據了解，勞委會初步規劃，在不可歸責於雇主原因，若外勞單方想轉換雇主，外勞須先找到符合申請外勞資格的新雇主，新雇主願意僱用後，再向原雇主提出預告1個月後解約，原雇主其配額不受影響，可另外承接或是申請以解決長期來製造業外勞轉換不易的問題。
國民黨籍立委鄭麗文質詢指出，外勞問題應從根本解決，對於外勞自由轉換雇主，需要多久才能完成？王如玄指出她支持外勞自由轉換雇主，不過要有配套措施，外勞需要先找到新雇主。
目前推動自由轉換的三大難關
1. 原雇主配額影響
2. 外勞如何尋找雇主
3. 轉換期間外勞的安置問題[10]

#### 仲介問題
現行的外籍勞工皆是透過所謂仲介公司來引進，這些仲介公司原本只能收取簡單的介紹服務費用，但卻與當地人力仲介狼狽為奸，將這些引進台灣的外勞視同奴隸，以各種名目強加剝削，收取高額的仲介費，平白坐享暴利。由於存在巨額利益，當然會有各種勢力介入，使得問題更形複雜。因此，政府首先應思考如何建立合理仲介制度的問題，使仲介公司只能收取簡單的介紹費，而非成為坐享暴利的特權集團。

### 中国大陆
在中华人民共和国，智障人士和囚犯曾经是常见的被强迫劳动对象，2007年山西黑砖窑案、2010年新疆智障人黑工厂案即是典型案例。新疆再教育营大量建成后，维吾尔族和穆斯林成为了常见的被强迫劳动对象。1950年代，中华人民共和国政府在四川彝区消灭奴隶制。但近年来，以强迫劳动为代表的现代奴隶制又重新出现。仅雷波县在2010年两次发现近三百名“娃子”。雷达县的“奴隶主”为了谋取更大利益，甚至杀害被强迫劳动者，在全国各地制造多起“盲井”式矿难。
2014年，在中共中央总书记习近平指示下，中国政府开始在新疆发起「反恐人民战争」，并兴建大量再教育营拘押维吾尔族和穆斯林。
2020年9月22日，美國眾議院以406票贊成，3票反對順利通過《防止強迫維吾爾勞動法》(英語：Uyghur Forced Labor Prevention Act)。該法規定禁止進口所有來自新疆的產品，除非企業提供明確與令人信服的證據，證明它們的供應鏈裡面無強迫勞動，才可以獲准進口。由於新疆是中國主要的棉花產區，法案如果生效，中國的大部分輸美棉花產品可能會被禁。美國國會通過《防止強迫維吾爾勞動法》後，良好棉花發展協會（BCI）隨後有抵制新疆棉花的倡議。
2020年12月，美國「新線戰略和政策研究所」（前稱全球政策中心）發布了一份分析報告，內容有關中國共產黨在新疆地區強迫少數民族勞工採收棉花。該份報告引述中國政府的網路文件指出，遭強迫勞動的勞工總數涉及了三個群體，其中維吾爾地區在2018年估計有51.7萬人遭到強制勞動採收棉花。
2021年12月24日，美国总统乔·拜登签署防止强迫维吾尔劳动法，禁止所有来自新疆的产品进口，除非能明确证明与强迫劳动无关。
2022年8月12日，中国政府交存了《1930年强迫劳动公约》（第29号） 和《1957年废除强迫劳动公约》（第105号） 的批准书，使中国批准的国际劳工组织核心公约数达到7项，中国批准的国际劳工组织公约总数达到28项。作为国际劳工组织的创始成员国，中国批准这些公约，加强了其对尊重、促进和实现国际劳工组织工作中的基本原则和权利的承诺。
2022年8月17日，联合国独立专家表示，中国新疆地区的少数民族被迫从事多種工作，而这可能构成反人类罪。
2022年8月31日，联合国人权事务高级专员巴切莱特发布《联合国新疆人权报告》，报告认为，中国政府的劳工计划与打击极端主义和任意拘留的框架密切相关，有证据表明这些工作计划确实涉及强迫劳动。2022年9月15日，联合国人权办事处奴隶制问题特别报告员小保方智也（Tomoya Obokata）向联合国提交关于现代奴隶制和强迫劳动的独立报告，报告结论认为，有强力的证据表明中国新疆维吾尔人和其他以穆斯林为主群体的人权被侵犯。
2023年4月27日，6名聯合國特別報告員對中國政府的職業訓練及勞動轉移計畫表示關切，並認為該計劃是被用於破壞西藏宗教、語言跟文化認同、以及監控並灌輸西藏人思想的藉口，可能導致強迫勞動。
2023年11月9日，瑞士法语电视台《现在时》(temps présent)节目播放了一部名为《中国信：强制劳动-一名中国囚犯的求救》（Travail forcé, le SOS d’un prisonnier chinois）的纪录片，揭露中国天津监狱存在强制劳动与非人待遇。一封藏于法国Sérénitest验孕棒包装内的中文求救信引发跨国调查，两名法国女子将此事件公之于众。记者团队追踪发现，涉事产品由Recare公司生产，该公司与天津监狱负责人存在人员重叠。纪录片采访多名曾在华服刑的外籍人士，证实强迫劳动与酷刑现象普遍，部分劳务订单来自西方企业。欧洲议会因此推动立法，拟禁止一切涉及中国强制劳动的产品进入欧盟市场，以制止此类人权侵犯。
2023年12月5日，大众汽车表示经审计，其新疆工厂未发现存在强迫劳动的迹象。
2024年12月，英国广播公司发布调查纪录片《揭开中国新疆番茄产业秘密与“血染货架”的真相》（Uncovering The Secrets Of Xinjiang's Tomato Industry: Blood On The Shelves），称新疆当局强迫穆斯林等少数民族生产番茄酱，相关产品经中欧班列销往欧洲各国。中国外交部发言人林剑驳斥BBC的指控，强调新疆番茄的生产已经实现高度机械化不存在“强迫劳动”，中国政府也始终坚决反对并严厉打击强迫劳动。